# FC Kärnten
FC Kärnten a fost un club de fotbal din Klagenfurt, Carinthia, Austria. Clubul a fost fondat în 1920, sub denumirea KSK Klagenfurt, și a fost desființat în 2009. 

## Evoluții în Europa
| Sezon   | Competiția | Runda | Țara          | Adversar              | Acasă | Deplasare | Scor general |
| ------- | ---------- | ----- | ------------- | --------------------- | ----- | --------- | ------------ |
| 2001/02 | Cupa UEFA  | 1     | Grecia        | PAOK Salonic          | 0–0   | 4–0       | 0–4          |
| 2002/03 | Cupa UEFA  | Q1    | Letonia       | HK Liepājas Metalurgs | 4–2   | 0–2       | 6–2          |
|         |            | 1     | Israel        | Hapoel Tel Aviv       | 0–4   | 0-1       | 1–4          |
| 2003/04 | Cupa UEFA  | Q1    | Islanda       | UMF Grindavíkur       | 2–1   | 1–1       | 3–1          |
|         |            | 1     | Țările de Jos | Feyenoord             | 0–1   | 2–1       | 1–3          |

- Q - rundă de calificări

## Antrenori
- August Starek (1998–99)
- Walter Schachner (2000–02)
- Rüdiger Abramczik (2002–03)
- Dietmar Constantini (2003)
- Peter Pacult (2004–05)
- Nenad Bjelica (2007–09)